# Olympische Sommerspiele 1912/Leichtathletik – 800 m (Männer)
Der 800-Meter-Lauf der Männer bei den Olympischen Spielen 1912 in Stockholm wurde vom 6. bis zum 8. Juli 1912 im Stockholmer Olympiastadion ausgetragen. 48 Athleten nahmen daran teil.
Olympiasieger wurde der US-Amerikaner Ted Meredith mit einem neuen Weltrekord vor seinen Landsleuten, dem Titelverteidiger Mel Sheppard, und Ira Davenport.
Der Deutsche Hanns Braun erreichte das Finale und belegte dort Platz fünf. Die weiteren deutschen Teilnehmer Willie Jahn, Jakob Person und Erich Lehmann schieden in ihren Vorläufen aus.
Österreichische und Schweizer Athleten waren nicht am Start.

## Rekorde

### Bestehende Rekorde
Zur damaligen Zeit waren Weltrekorde noch inoffiziell.
| Weltrekord         | Emilio Lunghi ( Italien) | 1:52,1 min – über 880 Yards = 804,672 m         | Montreal, CAN              | 15. September 1909 |
| Olympischer Rekord | Mel Sheppard ( USA)      | 1:52,8 min – Laufbahn mit einer Länge von 536 m | Finale OS London 1908, GBR | 21. Juli 1908      |

### Rekordverbesserung
Der US-amerikanische Olympiasieger Ted Meredith verbesserte den bestehenden Weltrekord im Finale am 8. Juli um zwei Zehntelsekunden auf 1:51,9 min.

## Durchführung des Wettbewerbs
Am 6. Juli wurden insgesamt neun Vorläufe durchgeführt. Die auf den ersten beiden Plätzen eingelaufenen Athleten – hellblau unterlegt – qualifizierten sich für die Halbfinals, die am 7. Juli durchgeführt wurden. In diesen beiden Halbfinals erreichten die jeweils ersten Vier das Finale am 8. Juli.

## Vorläufe
Datum: 6. Juli 1912
Für die nächste Runde qualifizierten sich die jeweils ersten beiden Läufer – hellblau unterlegt. Die Zeiten der einzelnen Starter sind nicht vollständig überliefert.

### Vorlauf 1

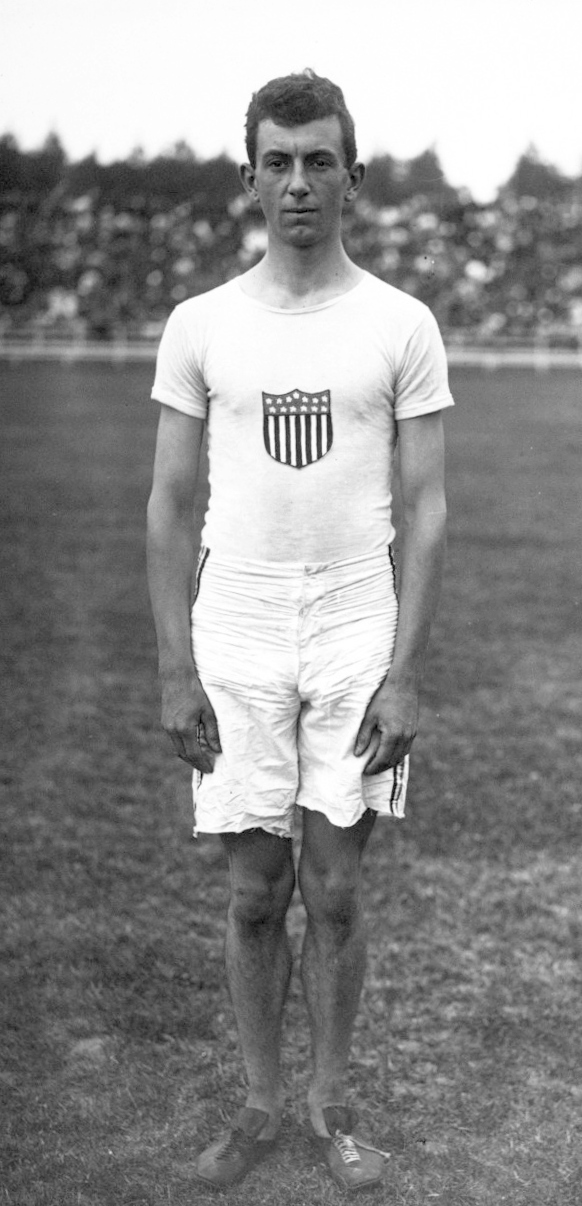
Walter McClure – ausgeschieden als Dritter des ersten Vorlaufs
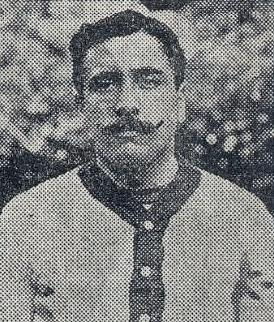
Joseph Caullé – ausgeschieden als Fünfter des ersten Vorlaufs

| Platz | Name           | Nation             | Zeit       | Anmerkung |
| ----- | -------------- | ------------------ | ---------- | --------- |
| 1     | David Caldwell | Vereinigte Staaten | 1:58,6 min |           |
| 2     | Emilio Lunghi  | Italien            | k. A.      |           |
| 3     | Walter McClure | Vereinigte Staaten | k. A.      |           |
| 4     | Eric Lindholm  | Schweden           | 2:01,5 min |           |
| 5     | Joseph Caullé  | Frankreich         | k. A.      |           |
| 6     | Pjotr Gajewski | Russland           | k. A.      |           |

Gleich nach dem Start ging Eric Lindholm in Führung. Ausgangs der ersten
Kurve wurde er von Emilio Lunghi überholt. Walter McClure und Joseph Caullé
erhöhten das Tempo und holten den Italiener ein. In der letzten Kurve zog der
US-Läufer Caldwell den Endspurt an und übernahm die Spitze. Lunghi versuchte
mitzuhalten und wurde mit sieben Metern Abstand Zweiter.

### Vorlauf 2
| Platz | Name           | Nation             | Zeit       | Anmerkung |
| ----- | -------------- | ------------------ | ---------- | --------- |
| 1     | Percy Mann     | Großbritannien     | 1:56,0 min |           |
| 2     | Herbert Putnam | Vereinigte Staaten | k. A.      |           |
| 3     | Jacob Pedersen | Norwegen           | k. A.      |           |
| DNF   | Leopoldo Palma | Chile              |            |           |

Der Brite Percy Mann lief ein einsames Rennen. Er lag vom Start weg in Führung und sicherte sich den Sieg in der besten Zeit aller Vorläufe. Zwischen Herbert Putnam und Jacob Pedersen gab es einen Kampf um den zweiten Platz, den der US-Starter Putnam für sich entschied.

### Vorlauf 3
| Platz | Name             | Nation             | Zeit       | Anmerkung |
| ----- | ---------------- | ------------------ | ---------- | --------- |
| 1     | John Paul Jones  | Vereinigte Staaten | 2:01,8 min |           |
| 2     | Armando Cortesão | Portugal           | k. A.      |           |
| 3     | Oscar Larsen     | Norwegen           | k. A.      |           |
| 4     | Teofil Savniky   | Ungarn             | k. A.      |           |
| 5     | Guido Calvi      | Italien            | k. A.      |           |
| 6     | Nils Frykberg    | Schweden           | k. A.      |           |

Auf der ersten Runde führte der Portugiese Armando Cortesão. Erst in der letzten Kurve zog John Jones das Tempo an, überholte Cortesão und gewann das Rennen.

### Vorlauf 4

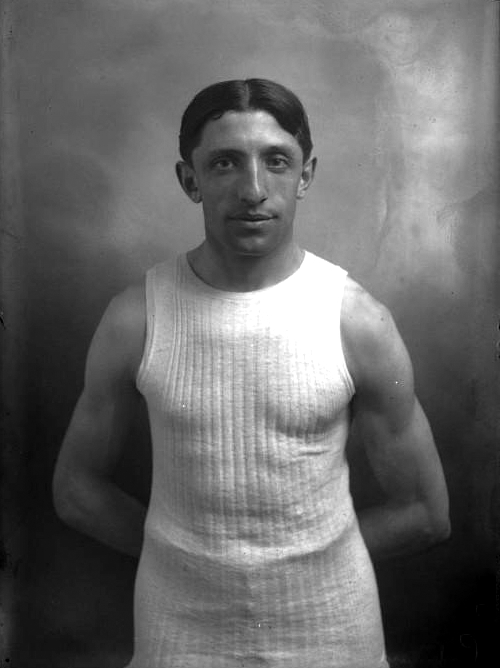
Charles Poulenard – ausgeschieden als Dritter des vierten Vorlaufs

| Platz | Name               | Nation             | Zeit       | Anmerkung |
| ----- | ------------------ | ------------------ | ---------- | --------- |
| 1     | Clarence Edmundson | Vereinigte Staaten | 1:56,5 min |           |
| 2     | John Tait          | Kanada             | k. A.      |           |
| 3     | Charles Poulenard  | Frankreich         | k. A.      |           |
| 4     | Willie Jahn        | Deutsches Reich    | 2:02,0 min |           |
| DNF   | Robert Burton      | Großbritannien     |            |           |

Clarence Edmundson übernahm gleich nach dem Start in Führung und gab diese nicht
mehr her. Zwar versuchte Charles Poulenard immer wieder anzugreifen, blieb jedoch
erfolglos und wurde zuletzt auch vom Kanadier John Tait überholt.

### Vorlauf 5

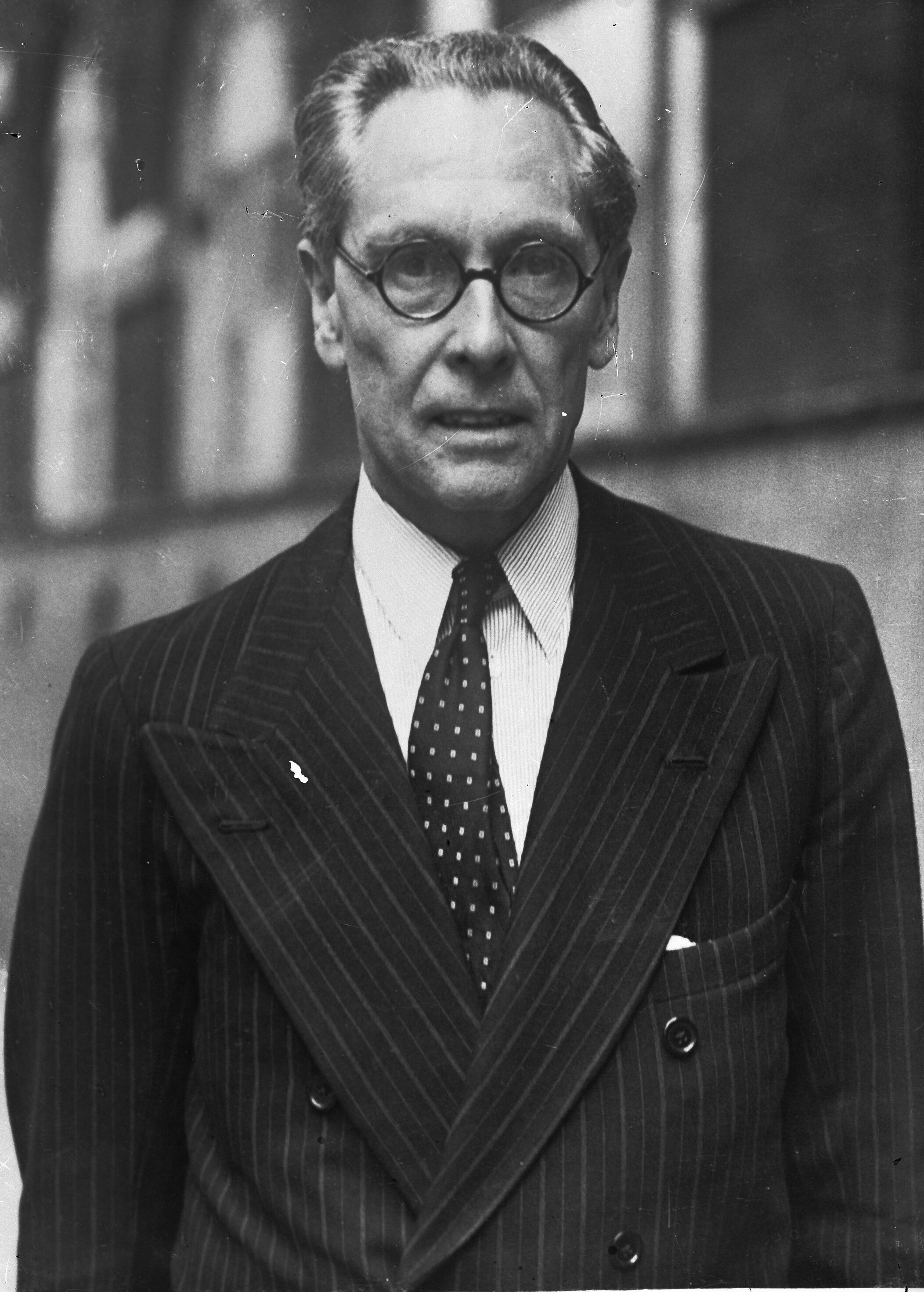
Philip Noel-Baker (hier in den 1940er Jahren als britischer Staatsminister) – im fünften Vorlauf nicht im Ziel

| Platz | Name              | Nation             | Zeit       | Anmerkung |
| ----- | ----------------- | ------------------ | ---------- | --------- |
| 1     | Ira Davenport     | Vereinigte Staaten | 1:59,0 min |           |
| 2     | Frederick Hulford | Großbritannien     | k. A.      |           |
| 3     | Ödön Bodor        | Ungarn             | k. A.      |           |
| 4     | Jakob Person      | Deutsches Reich    | k. A.      |           |
| DNF   | Dmitri Nasarow    | Russland           |            |           |
| DNF   | Zdeněk Městecký   | Böhmen             |            |           |
| DNF   | Philip Noel-Baker | Großbritannien     |            |           |

Bis zur 100-Meter-Marke lag der US-Amerikaner Ira Davenport in Führung, als
der Brite Philip Noel-Baker zu ihm aufschloss. Dreihundert Meter vor dem Ziel
musste der Brite den US-Athleten, der den Lauf gewann, ziehen lassen, wurde
daraufhin vom gesamten Feld überholt und gab auf. Noel-Bakers Landsmann
Frederick Hulford wurde Zweiter.

### Vorlauf 6

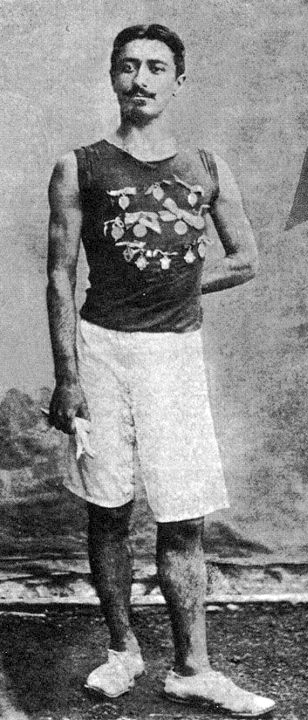
Der erste türkische Olympiateilnehmer Vahram Papazyan erreichte im sechsten Vorlauf nicht das Ziel

| Platz | Name                | Nation             | Zeit       | Anmerkung |
| ----- | ------------------- | ------------------ | ---------- | --------- |
| 1     | Harlan Holden       | Vereinigte Staaten | 1:58,1 min |           |
| 2     | Evert Björn         | Schweden           | k. A.      |           |
| 3     | Richard Yorke       | Großbritannien     | k. A.      |           |
| 4     | Karl Haglund        | Schweden           | k. A.      |           |
| DNF   | Ferenc Forgács      | Ungarn             |            |           |
| DNF   | Alexander Jelisarow | Russland           |            |           |
| DNF   | Federico Mueller    | Chile              |            |           |
| DNF   | Vahram Papazyan     | Osmanisches Reich  |            |           |

Anfangs führte der Ungar Ferenc Forgács. Zu Beginn der zweiten Runde zogen der
US-Amerikaner Harlan Holden und der Schwede Evert Björn das Tempo an. Holden
ging in Führung, Björn lief hinter ihm. Auf der Zielgeraden lagen beide gleichauf.
Holden forcierte noch einmal, der Schwede konnte nicht mehr folgen und wurde
mit 2,5 Metern Rückstand Zweiter.

### Vorlauf 7
| Platz | Name          | Nation             | Zeit       | Anmerkung |
| ----- | ------------- | ------------------ | ---------- | --------- |
| 1     | James Soutter | Großbritannien     | 2:00,4 min |           |
| 2     | Mel Sheppard  | Vereinigte Staaten | k. A.      |           |
| 3     | Erich Lehmann | Deutsches Reich    | k. A.      |           |
| DNF   | János Antal   | Ungarn             |            |           |
| DNF   | Wilhelmsohn   | Russland           |            |           |

Der Ungar János Antal führte zu Beginn des Rennens, Mel Sheppard und James Soutter blieben direkt hinter ihm. Erst in der letzten Kurve zog Sheppard den Endspurt an, dem nur Soutter und der Erich Lehmann folgen konnten. Antal musste, wie vorher schon der Russe Villemson, das Rennena aufgeben. Soutter überspurtete Sheppard, der sein Tempo nicht weiter durchzog und vor Lehmann Zweiter wurde.

### Vorlauf 8
| Platz | Name           | Nation                | Zeit   | Anmerkung |
| ----- | -------------- | --------------------- | ------ | --------- |
| 1     | Mel Brock      | Kanada                | 1:57,0 |           |
| 2     | Ted Meredith   | Vereinigte Staaten    | k. A.  |           |
| 3     | John Victor    | Südafrikanische Union | k. A.  |           |
| DNF   | Alan Patterson | Großbritannien        |        |           |

Nachdem John Victor geführt hatte, wurde er von Mel Brock und Ted Meredith überholt. Auf den letzten einhundert Metern gab es einen Zweikampf zwischen den beiden, den Brock für sich entscheiden konnte.

### Vorlauf 9
| Platz | Name           | Nation             | Zeit       | Anmerkung |
| ----- | -------------- | ------------------ | ---------- | --------- |
| 1     | Ernest Henley  | Großbritannien     | 1:57,6 min |           |
| 2     | Hanns Braun    | Deutsches Reich    | k. A.      |           |
| 3     | Erik Frisell   | Schweden           | 1:59,2 min |           |
| 3     | Thomas Halpin  | Vereinigte Staaten | 1:59,2 min |           |
| DNF   | Lauri Pihkala  | Finnland           |            |           |
| DNF   | Károly Radóczy | Ungarn             |            |           |

Nach dem Start übernahmen Erik Frisell und Thomas Halpin nebeneinander die Führung gefolgt von Hanns Braun. Nach der ersten Runde überholte Ernest Henley die drei vor ihm liegenden Läufer. In der letzten Kurve begann Braun mit seinem Endspurt. Er zog an Henley vorbei, der jedoch kontern konnte und den Deutschen auf Rang zwei verwies. Frisell und Halpin kämpften um Platz drei, beide kamen gleichzeitig über den Zielstrich.

## Halbfinale
Datum: 7. Juli 1912
Im Halbfinale qualifizierten sich die jeweils ersten vier Läufer – hellblau unterlegt – für die nächste Runde. Wie in den Vorläufen sind nur wenige Zeiten übermittelt.

### Lauf 1

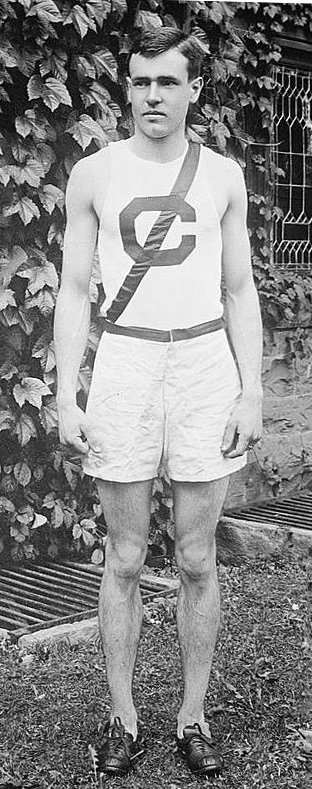
John Paul Jones – zu seinem Halbfinale nicht angetreten

| Platz | Name              | Nation             | Zeit       | Anmerkung |
| ----- | ----------------- | ------------------ | ---------- | --------- |
| 1     | Ted Meredith      | Vereinigte Staaten | 1:54,4 min |           |
| 2     | Hanns Braun       | Deutsches Reich    | 1:54,6 min |           |
| 3     | Mel Sheppard      | Vereinigte Staaten | 1:54,8 min |           |
| 4     | Herbert Putnam    | Vereinigte Staaten | 1:55,0 min |           |
| 5     | John Tait         | Kanada             | k. A.      |           |
| 6     | Percy Mann        | Großbritannien     | k. A.      |           |
| DNF   | Frederick Hulford | Großbritannien     |            |           |
| DNF   | James Soutter     | Großbritannien     |            |           |
| DNS   | John Paul Jones   | Vereinigte Staaten |            |           |

Die erste Runde mit Ted Meredith als Tempomacher war schnell. Zu Beginn der
zweiten Runde schloss Mel Sheppard zu seinem Landmann auf, der Deutsche
Hanns Braun hielt sich abwartend hinter den beiden Führenden. Auf der Zielgerade
konnte Meredith die Spitze behaupten. Um Platz zwei kam es zu einem harten
Zweikampf zwischen Sheppard und Braun. Braun forcierte 75 Meter vor dem
Ziel, Sheppard konnte jedoch mithalten. Erst auf den letzten Metern sicherte sich
Braun den zweiten Platz
hinter Meredith. Herbert Putnam erreichte als Vierter das Ziel.

### Lauf 2
| Platz | Name               | Nation             | Zeit       | Anmerkung |
| ----- | ------------------ | ------------------ | ---------- | --------- |
| 1     | Mel Brock          | Kanada             | 1:55,7 min |           |
| 2     | Clarence Edmundson | Vereinigte Staaten | 1:55,8 min |           |
| 3     | David Caldwell     | Vereinigte Staaten | 1:55,9 min |           |
| 4     | Ira Davenport      | Vereinigte Staaten | 1:55,9 min |           |
| 5     | Emilio Lunghi      | Italien            | k. A.      |           |
| DNF   | Evert Björn        | Schweden           |            |           |
| DNF   | Ernest Henley      | Großbritannien     |            |           |
| DNF   | Harlan Holden      | Vereinigte Staaten |            |           |
| DNF   | Armando Cortesão   | Portugal           |            |           |

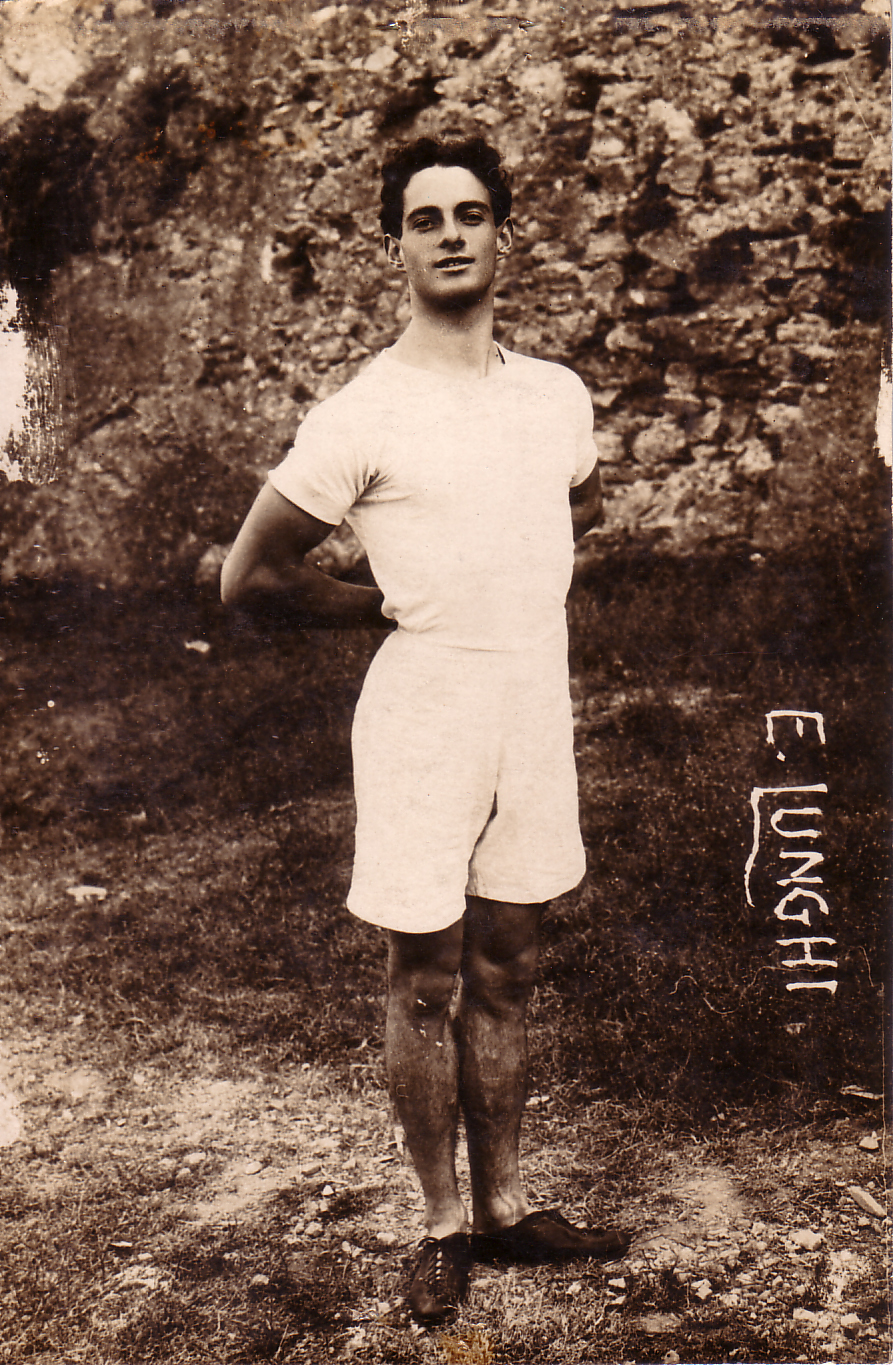
Emilio Lunghi – ausgeschieden als Fünfter des zweiten Halbfinals

Der 400-Meter-Spezialist Ira Davenport ging nach dem Start an die Spitze, wurde
jedoch schnell von seinem Landsmann Clarence Edmundson überholt. Edmundson
zog nun das Tempo stark an, der Rest des Feldes fiel zurück. Nur der Kanadier
Mel Brock vermochte zu folgen und überholte Edmundson im Schlussspurt. Die drei
US-Athletenhinter Brock überquerten die Ziellinie fast zeitgleich.

## Finale
Datum: 7. Juli 1912
| Platz | Name               | Nation             | Zeit       | Anmerkung |
| ----- | ------------------ | ------------------ | ---------- | --------- |
| 1     | Ted Meredith       | Vereinigte Staaten | 1:51,9 min | WR        |
| 2     | Mel Sheppard       | Vereinigte Staaten | 1:52,0 min |           |
| 3     | Ira Davenport      | Vereinigte Staaten | 1:52,0 min |           |
| 4     | David Caldwell     | Vereinigte Staaten | 1,52,8 min |           |
| 5     | Mel Brock          | Kanada             | 1:53,0 min |           |
| 6     | Hanns Braun        | Deutsches Reich    | 1:53,0 min |           |
| 7     | Clarence Edmundson | Vereinigte Staaten | k. A.      |           |
| 8     | Herbert Putnam     | Vereinigte Staaten | k. A.      |           |

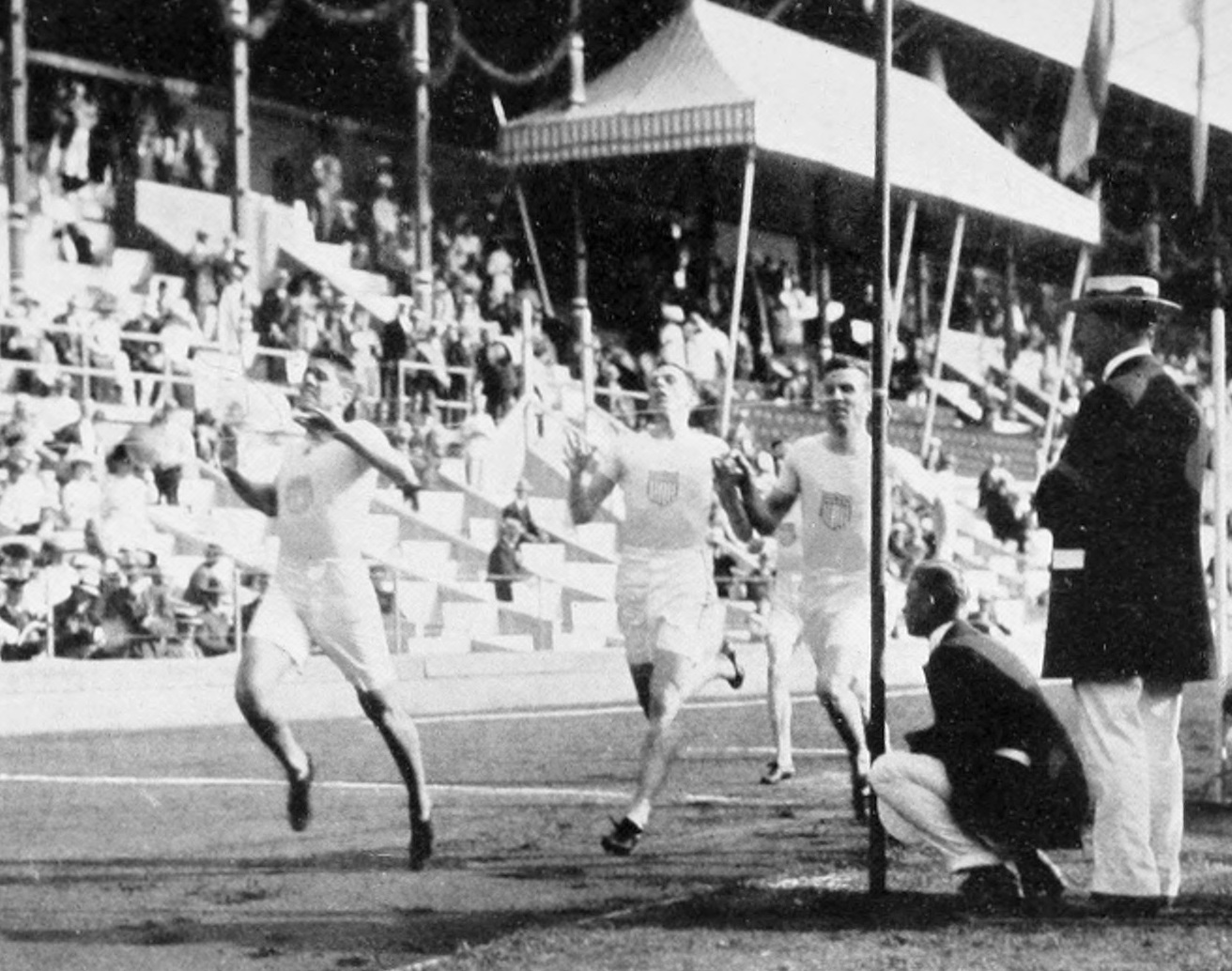
Zieleinlauf des 800-Meter-Finales

Sechs US-Amerikaner, ein Kanadier und ein Deutscher starteten im Finale über 800 Meter. Gleich nach dem Startschuss ging der Olympiasieger von 1908 Mel Sheppard in Führung, Ted Meredith und Hanns Braun folgten. Nach vierhundert Metern hatte sich Meredith auf den zweiten Platz geschoben. Braun war Dritter, gleich dahinter lagen Ira Davenport und Clarence Edmundson. In der letzten Kurve versuchte Braun, der von US-Läufern umgeben war, sich aus der Gruppe zu lösen, indem er Davenport außen passieren wollte. Doch der US-Athlet wehrte den Angriff ab. Zu Beginn der Zielgeraden lag Sheppard noch in Führung, doch Meredith zog nun das Tempo an. Auch Braun versuchte einen weiteren Angriff auf die Führenden, scheiterte jedoch. Sheppard und Meredith spurteten weiter, Davenport zog an Braun vorbei. Mit einem halben Meter Vorsprung sicherte sich Meredith den Sieg vor Sheppard, der wiederum eine Handbreit Vorsprung vor Davenport hatte.
Die Siegeszeit von 1:51,9 min bedeutete Weltrekord. Auch Sheppard und der Bronzemedaillist Davenport blieben noch unter dem bis dahin bestehenden Weltrekord.
Der Sieg war der dritte US-Erfolg in Folge in dieser Disziplin, zudem war er nach 1904 der zweite Dreifacherfolg der USA.

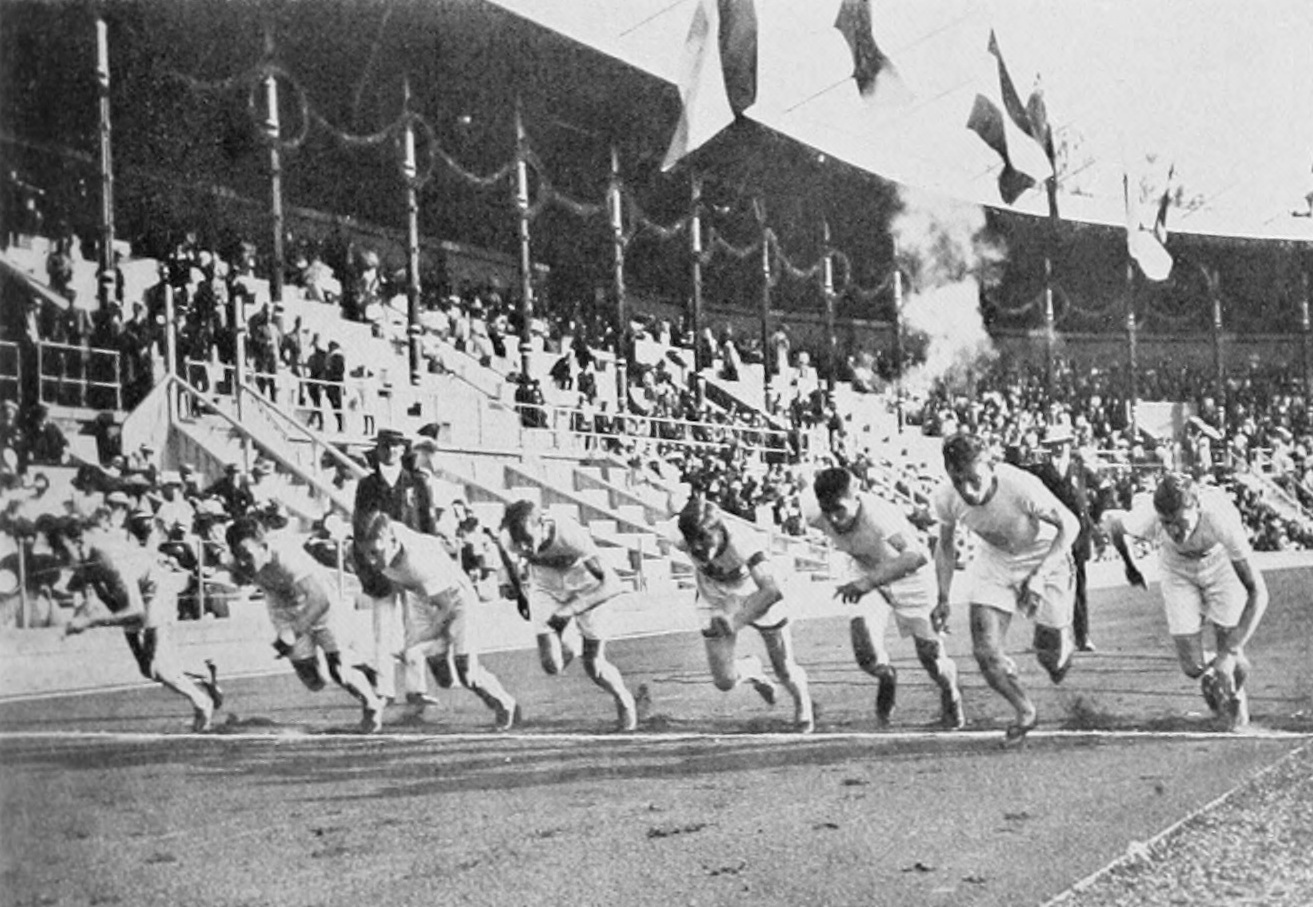
Start des Finallaufs
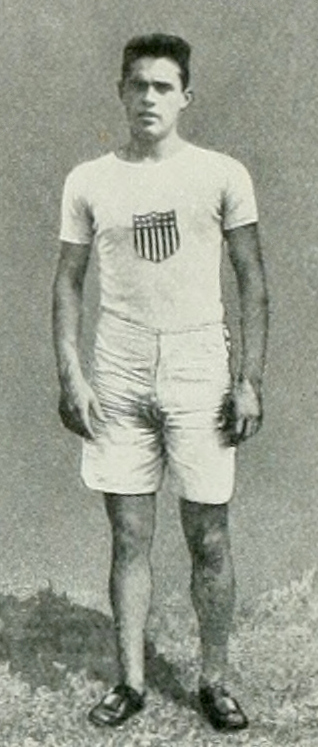
Olympiasieger Ted Meredith
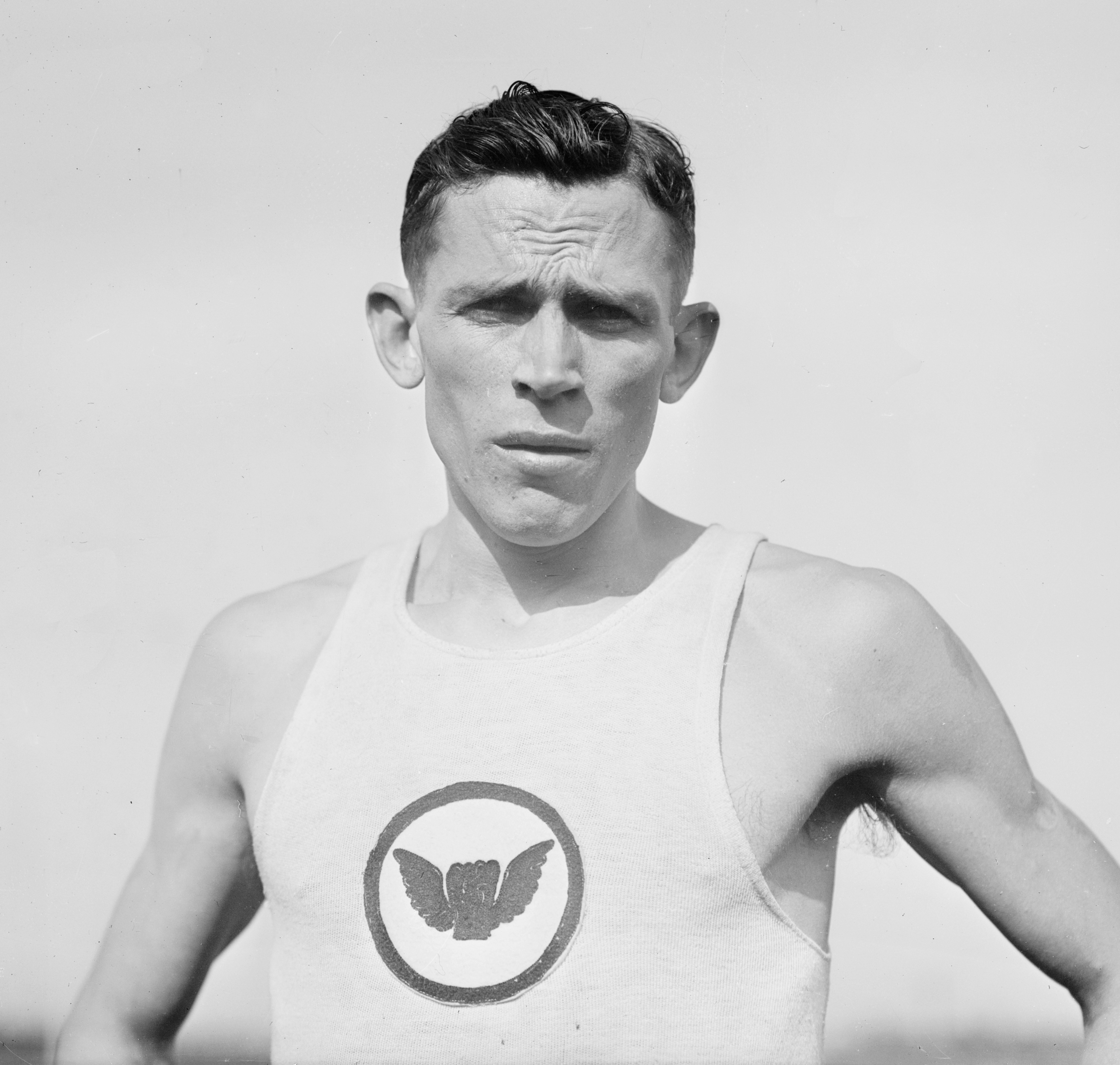
Silbermedaille für den Titelverteidiger Mel Sheppard